# Bósnia e Herzegovina nos Jogos Olímpicos de Inverno de 1994
A Bósnia e Herzegovina competiu nos Jogos Olímpicos de Inverno pela primeira vez como país independente nos Jogos Olímpicos de Inverno de 1994 em Lillehammer, Noruega. Anteriormente, os atletas do país competiram pela Iugoslávia nos Jogos Olímpicos.

## Resultados por Evento

### Esqui alpino
Masculino
| Atleta            | Evento         | Final     | Final     | Final     | Final | Final   |
| Atleta            | Evento         | Descida 1 | Descida 2 | Descida 3 | Total | Posição |
| ----------------- | -------------- | --------- | --------- | --------- | ----- | ------- |
| Enis Bećirbegović | Slalom Gigante | DNF       |           |           | DNF   |         |

Feminino
| Atleta        | Evento | Final     | Final     | Final     | Final   | Final   |
| Atleta        | Evento | Descida 1 | Descida 2 | Descida 3 | Total   | Posição |
| ------------- | ------ | --------- | --------- | --------- | ------- | ------- |
| Arijana Boras | Slalom | 1:10.92   | 1:07.80   |           | 2:18.72 | 27      |

### Bobsleigh
| Atleta                                                  | Evento           | Final     | Final     | Final     | Final     | Final   |         |
| Atleta                                                  | Evento           | Descida 1 | Descida 2 | Descida 3 | Descida 4 | Total   | Posição |
| ------------------------------------------------------- | ---------------- | --------- | --------- | --------- | --------- | ------- | ------- |
| Zdravko Stojnić Zoran Sokolović                         | Dupla Masculina  | 54.76     | 54.83     | 54.82     | 54.66     | 3:39.07 | 33      |
| Zoran Sokolović Izet Haračić Nizar Zaciragić Igor Boras | Equipe Masculina | 54.77     | 54.80     | 55.10     | 55.10     | 3:39.77 | 29      |

### Esqui cross-country
Men
| Atleta      | Evento            | Final  | Final   | Final   | Final   | Final    | Final   |
| Atleta      | Evento            | Início | Posição | Tempo   | Posição | Total    | Posição |
| ----------- | ----------------- | ------ | ------- | ------- | ------- | -------- | ------- |
| Bekim Babić | 10 km Clássico    |        |         |         |         | 30:44.3  | 84      |
| Bekim Babić | Perseguição 15 km | +06:24 | 84      | 46:59.6 | 74      | +17:34.8 | 74      |

### Luge
Masculino
| Atleta          | Evento     | Final     | Final     | Final     | Final     | Final    | Final   |
| Atleta          | Evento     | Descida 1 | Descida 2 | Descida 3 | Descida 4 | Total    | Posição |
| --------------- | ---------- | --------- | --------- | --------- | --------- | -------- | ------- |
| Nedžad Lomigora | Individual | 53.254    | 53.126    | 54.725    | 53.023    | 3:34.128 | 31      |

Feminino
| Atleta            | Evento     | Final     | Final     | Final     | Final     | Final    | Final   |
| Atleta            | Evento     | Descida 1 | Descida 2 | Descida 3 | Descida 4 | Total    | Posição |
| ----------------- | ---------- | --------- | --------- | --------- | --------- | -------- | ------- |
| Verona Marjanović | Individual | 50.856    | 51.707    | 51.365    | 51.121    | 3:24.779 | 23      |